# Werner Eilitz
Werner Eilitz (* 29. August 1923 in Leipzig; † 30. November 1995 in Dessau) war ein deutscher Fußballspieler und -trainer. Der achtfache DDR-A-Nationalspieler war ebenfalls als Funktionär tätig.

## Sportliche Laufbahn

### Gemeinschafts- und Clubstationen
Werner Eilitz spielte von 1946 bis 1949 bei der SG Stötteritz, bevor er in die DS-Liga zur ZSG Industrie Leipzig, aus der im Spätsommer 1950 die BSG Chemie Leipzig für den Startplatz in der höchsten Spielklasse der DDR hervorging, wechselte. Mit den Leutzschern gewann er nach einem 2:0-Sieg im Entscheidungsspiel gegen die BSG Turbine Erfurt in der Saison 1950/51 die DDR-Meisterschaft. Ende Dezember 1951 war er einer von sieben Spielern der Chemie-Meisterelf, die zur SV Vorwärts KP Leipzig (zwangs)delegiert wurden. Nach einem guten halben Jahr im Dress der Armeesportvereinigung Vorwärts in der Spielzeit 1952/53 kehrte Eilitz vorübergehend nach Leipzig zur BSG Chemie zurück.
Doch bereits inmitten der Saison 1952/53 ging es erneut von Chemie zu Vorwärts Leipzig, wobei die Armeefußballer bereits gegen Ende dieses Spieljahres die Heimspiele in Ost-Berlin austrugen und dann nach dem Abstieg in die zweitklassige Liga endgültig in die Hauptstadt der DDR übersiedelten. Dort entwickelte sich die Vorwärts-Elf nach dem sofortigen Wiederaufstieg 1953/54 in der 2. Hälfte der 1950er-Jahre zu einem Spitzenteam des DDR-Fußballs. In Eilitz' finaler Oberligasaison, dem Spieljahr 1958, wurde der ASK Vorwärts Berlin erstmals DDR-Meister. Der 34-jährige Eilitz, dem der Zweite Weltkrieg wichtige Jahre gestohlen hatte, zählte mit zehn Einsätzen bei seinem zweiten persönlichen Meistertitel schon nicht mehr zum Stammpersonal der Armeeelf.
1954, in der Endphase des auf zwei Jahre gestreckten Wettbewerbs um den FDGB-Pokal als Zweitligist teilnehmend, gewann er mit seinem Team den nationalen Pokaltitel. Im Endspiel besiegte die Vorwärts-Elf in Dresden die BSG Motor Zwickau mit 2:1. Insgesamt bestritt Eilitz 174 Spiele für Leipziger und Ost-Berliner Vertretungen in der Oberliga und erzielte dabei drei Tore.

### Auswahleinsätze
Am 21. September 1952 stand Werner Eilitz in Warschau auf dem Platz, als die DDR-Nationalmannschaft ihr erstes A-Länderspiel bestritt, das mit 0:3 gegen Polen verloren ging. Insgesamt kam Eilitz bis Oktober 1956 zu acht Einsätzen in der Nationalelf – allesamt Freundschaftsspiele, bevor das nach dem Zweiten Weltkrieg entstandene Land 1957 erstmals in eine, nämliche die Qualifikation für die WM in Schweden einstieg.
In der DDR-B-Auswahl wurde er dreimal aufgeboten. In zwei Spielen 1954 spielte er gegen Polen und Bulgarien die vollen 90 Minuten. Im letzten Spiel für diese Elf 1955 gegen Rumänien wurde er mit Beginn der 2. Halbzeit eingesetzt.

## Trainer- und Funktionärslaufbahn
Nach dem Ende seiner aktiven Karriere arbeitete Eilitz von 1960 bis 1974 als Trainer bei Vorwärts Leipzig, Mitte der 1960er-Jahre im Rang eines Majors der Nationalen Volksarmee, sowie nach der Verlegung der Ligaelf aus der Messestadt von 1974 bis 1978 bei der ASG Vorwärts Dessau. Außerdem hatte er diverse Funktionärsposten beim DFV inne – unter anderem als Vorsitzender der Trainerkommission des Bezirksfachausschusses (BFA) Leipzig von 1965 bis 1975 und von 1983 bis 1990 als Vorsitzender des Kreisfachausschusses (KFA) Dessau.